# Gro Randby
Gro Randby, née le 17 avril 2002 à Tønsberg, est une biathlète norvégienne.

## Biographie
Elle fait ses débuts sur la scène internationale à l'âge de vingt ans, en décembre 2022, en IBU Cup. Lors de l'IBU Cup 2023-2024, elle signe deux podiums individuels, au début de la saison en se classant troisième du sprint à Sjusjøen et à la fin de l'hiver en terminant deuxième du sprint à Obertilliach.
Elle participe aux Championnats du monde juniors de biathlon 2024 à Otepää où elle remporte le titre en relais mixte avec Sivert Gerhardsen, Isak Frey et Maren Brannare-Gran, puis la médaille d'argent sur le relais féminin avec Ann Kristin Aaland, Guro Femsteinevik et Maren Brannare-Gran.
Elle fait ses débuts sur le circuit de Coupe du monde de biathlon à Kontiolahti pour l'ouverture de la saison 2024-2025.

## Palmarès

### Coupe du monde
- Meilleur résultat individuel : 16e du sprint de Kontiolahti en 2024.

 Dernière mise à jour le 9 décembre 2024 

#### Résultats détaillés en Coupe du monde
| 2024-2025 |        |        |        |        |    |        |    |    |        |        |        |    |    |    | .  | .  | .  | .  |    |    |    |    |    |    |    |  |
| 2024-2025 | SI 58e | SP 16e | MS 22e | SP 72e | PU | SP 65e | PU | MS | SP 24e | PU 25e | IN 85e | MS | SP | PU | SP | PU | IN | MS | SP | PU | IN | MS | SP | PU | MS |  |

### IBU Cup
- 2 podiums individuels : 1 deuxième place et 1 troisième place.

 Dernière mise à jour le 9 décembre 2024 

#### Podiums individuels en IBU Cup
| Podiums individuels en IBU Cup | Podiums individuels en IBU Cup | Podiums individuels en IBU Cup | Podiums individuels en IBU Cup | Podiums individuels en IBU Cup | Podiums individuels en IBU Cup |
| n°                             | Saison                         | Date                           | Lieu                           | Épreuve                        | Résultat                       |
| ------------------------------ | ------------------------------ | ------------------------------ | ------------------------------ | ------------------------------ | ------------------------------ |
| 1                              | 2023-2024                      | 13-12-2023                     | Sjusjøen                       | Sprint 7,5 km                  | Médaille de bronze             |
| 2                              | 2023-2024                      | 08-03-2024                     | Obertilliach                   | Sprint 7,5 km                  | Médaille d'argent              |

### Championnats du monde juniors
| Mondiaux / Épreuve | Individuel | Sprint | Mass Start 60 | Relais                            | Relais mixte                  |
| 2024 Otepää        | 7e         | 10e    | 16e           | Médaille d'argent, Coupe du Monde | Médaille d'or, Coupe du Monde |

Légende :
- : première place, médaille d'or
- : deuxième place, médaille d'argent